# Brystværn
Et brystværn er en mur eller en forhøjning af jord, der skal beskytte ("værne brystet") mod beskydning i krig. Tit er et brystværn bygget på volden foran en borg eller fæstning.